# Mary Meijs
Marie-Louise Henriette Gerardine Michon (Maastricht, 4 september 1929 – aldaar, 6 februari 2011), bekend als Mary Meijs, was een Nederlandse schilderes en textielkunstenares.

## Opleiding en werk
Meijs studeerde aan de Middelbare Kunstnijverheidsschool te Maastricht (1946-1950) als leerling van onder anderen Harry Koolen. Ze vervolgde haar opleiding aan de Jan van Eyck Academie (1951-1952), waar ze les kreeg van Thé Lau. Na voltooiing van haar opleiding aan de academie heeft ze werken vervaardigd in verschillende landen over de hele wereld. Ze reisde veel en woonde langere periodes in Zuid-Afrika (1958-1961) en op Curaçao (1965-1968). De invloeden daarvan zijn terug te zien in haar werk.  Naast schilderijen maakte ze ook wandkleden, en gaf appliqueerlessen. Ze was gehuwd met geograaf Leonardus Henricus Maria (Leo) Meijs.

## Ontwikkeling
Meijs had regelmatig opdrachten en exposities in diverse galeries in het binnen- en buitenland (o.a. Willemstad (Curaçao) en Maastricht). Door de jaren heen is ze haar eigen stijl gaan ontwikkelen en wist ze door middel van kleurgebruik, kleurcombinaties en creativiteit haar eigen stempel te zetten. Dit resulteerde in  samenwerking met meerdere galeriehouders die haar werk hebben tentoongesteld. Ook kreeg ze opdrachten, zo heeft  Meijs bijvoorbeeld voor de inrichting van het Hilton Hotel diverse wandkleden gemaakt. Tot 1987 heeft Meijs zich voornamelijk bezig gehouden met het vervaardigen van wandkleden en batikken, na 1987 heeft ze de overstap naar het schilderen gemaakt. In juni 1989 hield ze haar eerste expositie van schilderijen in haar thuisstad Maastricht, in de Galerie van Anny van den Besselaar.

## Stijl
Mary Meijs' werk is geïnspireerd door werken van Karel Appel. Meijs schilderde niet volledig abstract, al benadert haar werk dat wel sterk. Er zijn meestal herkenbare elementen te ontdekken; bijvoorbeeld mensen, gebouwen of dieren. De werken van Mary Meijs getuigen van een gevoel voor kleur en affiniteit met de natuur.